# Unité urbaine de Sens
L'unité urbaine de Sens est une unité urbaine française centrée sur Sens, sous-préfecture et deuxième ville du département de l'Yonne, dans la région Bourgogne-Franche-Comté.

## Données globales
En 2010, selon l'INSEE, l'unité urbaine de Sens était composée de six communes, toutes situées dans l'arrondissement de Sens, dans le département de l'Yonne.
Dans le nouveau zonage de 2020, elle est composée des six mêmes communes.
En 2022, avec 39 402 habitants, elle constitue la deuxième unité urbaine de l'Yonne se plaçant après l'unité urbaine d'Auxerre qui occupe le premier rang départemental et qui en est la préfecture.
En 2020, sa densité de population s'élève à 512 hab/km2 contre 534 hab/km2 pour l'unité urbaine d'Auxerre qui est de taille sensiblement comparable.
Par sa superficie, elle ne représente que 1,02 % du territoire départemental mais, par sa population, elle regroupe 11,61 % des habitants de l'Yonne en 2020.

## Délimitation de l'unité urbaine de 2020
Liste des communes appartenant à l'unité urbaine de Sens selon la nouvelle délimitation de 2020 :
| Nom                    | Code Insee | Département | Statut       | Superficie (km2) | Population (dernière pop. légale) | Densité (hab./km2) | Modifier                                    |
| ---------------------- | ---------- | ----------- | ------------ | ---------------- | --------------------------------- | ------------------ | ------------------------------------------- |
| Sens (ville-centre)    | 89387      | Yonne       | ville-centre | 21,90            | 27 275 (2022)                     | 1 245              | modifier les données · modifier les données |
| Maillot                | 89236      | Yonne       | banlieue     | 6,17             | 1 271 (2022)                      | 206                | modifier les données · modifier les données |
| Malay-le-Grand         | 89239      | Yonne       | banlieue     | 21,80            | 1 635 (2022)                      | 75                 | modifier les données · modifier les données |
| Paron                  | 89287      | Yonne       | banlieue     | 10,51            | 4 855 (2022)                      | 462                | modifier les données · modifier les données |
| Saint-Clément          | 89338      | Yonne       | banlieue     | 8,47             | 2 813 (2022)                      | 332                | modifier les données · modifier les données |
| Saint-Martin-du-Tertre | 89354      | Yonne       | banlieue     | 6,91             | 1 553 (2022)                      | 225                | modifier les données · modifier les données |

### Démographie
| 1968   | 1975   | 1982   | 1990   | 1999   | 2009   | 2014   | 2020   |
| ------ | ------ | ------ | ------ | ------ | ------ | ------ | ------ |
| 29 155 | 34 057 | 36 051 | 37 440 | 37 931 | 37 310 | 37 340 | 38 784 |